# Code civil (Argentine)
Pour les articles homonymes, voir CC , et, pour l'internationalisation, voir Code civil .
Le Code civil argentin est la plus importante loi argentine régissant le droit civil en Argentine.
D'après le notaire Georges Aubé, le Code civil du Québec serait une des sources d'inspiration pour la recodification du droit civil argentin, concernant la direction matérielle de la famille, la protection des biens meubles et de la résidence familiale, ainsi que la fiducie.